# Harta (Biecz)
Harta – część miasta Biecz, położona na zachodzie miasta, w pobliżu Ropy, w rejonie ulicy Harta.